# فرانك باتلر
فرانك باتلر (بالإنجليزية: Frank Butler)‏ هو كاتب سيناريو وممثل بريطاني وأمريكي، ولد في 28 ديسمبر 1890 في المملكة المتحدة، وتوفي في 10 يونيو 1967 في الولايات المتحدة. من الجوائز التي نالها جائزة الأوسكار لأفضل كتابة عن عمل ذاهب في طريقي.

## أعمال

### أفلام
- (1921) الشيخ
- (1922) خلف الصخور
- (1928) فيلة طائرة
- (1936) الفتاة البوهيمية
- (1937) زواج وايكيكي
- (1942) جزيرة ويك
- (1944) ذاهب في طريقي

## جوائز وترشيحات
جوائز
- جائزة الأوسكار لأفضل كتابة، عن عمل: ذاهب في طريقي

ترشيحات
- جائزة الأوسكار لأفضل كتابة، عن عمل: الطريق إلى المغرب
- جائزة الأوسكار لأفضل كتابة، عن عمل: جزيرة ويك

## وصلات خارجية
- فرانك باتلر على موقع IMDb (الإنجليزية)
- فرانك باتلر على موقع الموسوعة البريطانية (الإنجليزية)
- فرانك باتلر على موقع ألو سيني (الفرنسية)
- فرانك باتلر على موقع أول موفي (الإنجليزية)
- فرانك باتلر على موقع قاعدة بيانات برودواي على الإنترنت (الإنجليزية)
- فرانك باتلر على موقع قاعدة بيانات الأفلام السويدية (السويدية)
- فرانك باتلر على موقع قاعدة بيانات الفيلم (الإنجليزية)
- فرانك باتلر على موقع كينوبويسك (الروسية)